# Cleome stenopetala
Cleome stenopetala är en paradisblomsterväxtart som beskrevs av Ernest Friedrich Gilg och Benedict. Cleome stenopetala ingår i släktet paradisblomstersläktet, och familjen paradisblomsterväxter. Inga underarter finns listade i Catalogue of Life.